# Riccioli (cráter)

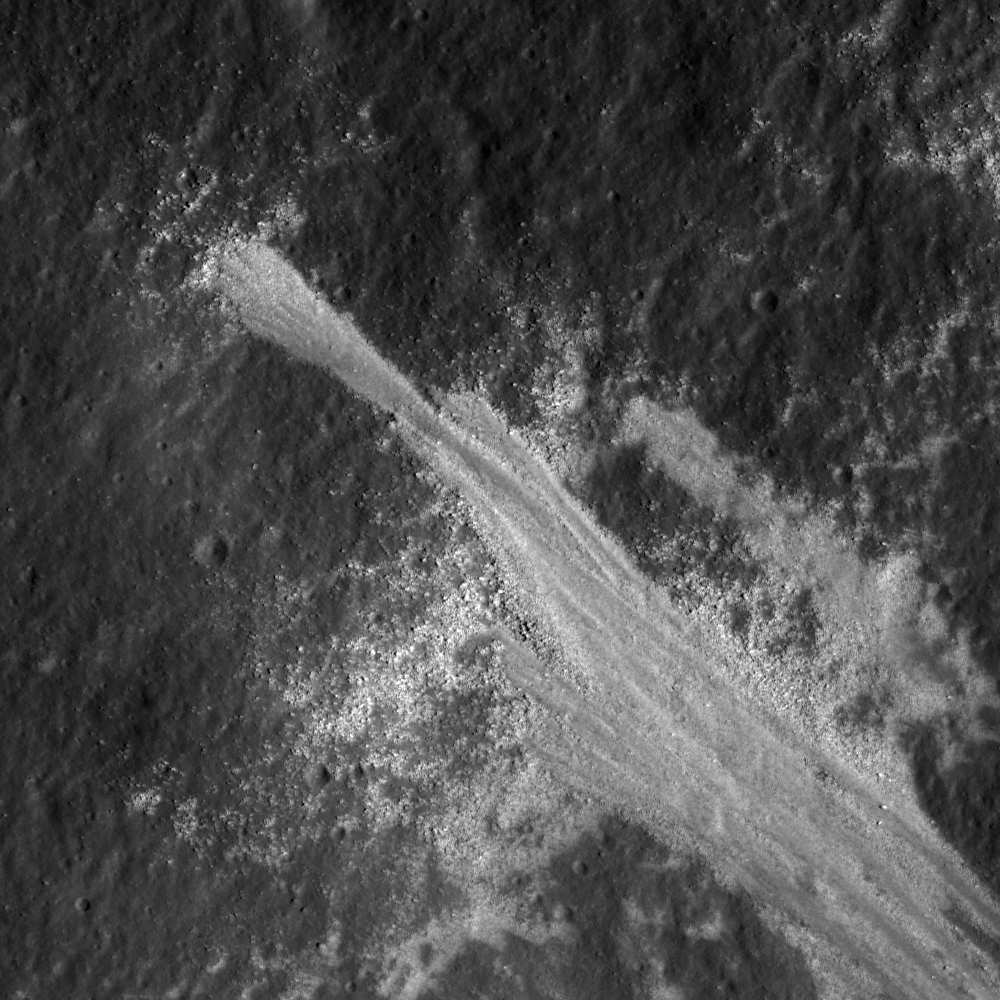
Fotografía de la misión Lunar Reconnaissance Orbiter

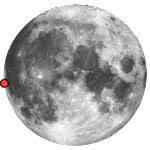
Posición de Riccioli sobre el globo lunar

Riccioli es un cráter de impacto grande situado cerca del limbo occidental de la Luna. Se encuentra justo al noroeste del cráter aún más grande y más prominente Grimaldi. Al suroeste se hallan los cráteres Hartwig y Schlüter, situados sobre el la zona noreste de los Montes Cordillera, la formación montañosa en forma de anillo que rodea el Mare Orientale. Debido a su ubicación, Riccioli aparece fuertemente escorzado desde la Tierra, se ve casi de costado.
|  |

El cráter es más antiguo que la cuenca del Mare Orientale situado al sudoeste porque está recubierto por los materiales ejectados del impacto que creó la cuenca del mar. Estos escombros se encuentran en crestas situadas regionalmente de nordeste a sudoeste, pero tendentes a una dirección paralela a la pared noreste de Riccioli en esta parte del cráter. Un sistema de grietas denominado el Rimae Riccioli se sitúa en su interior, relacionado con crestas de eyección. En la mitad norte del interior es visible la cubierta oscura de lava que reconstituyó el suelo, que al parecer cubre algunas de las crestas de eyección e inunda algunas de las grietas.
El cráter lleva el nombre de Giovanni Riccioli, un astrónomo jesuita italiano que introdujo el sistema de nomenclatura lunar que todavía está en uso hoy en día. También fue el primero en medir la velocidad de aceleración de un cuerpo que cae libremente.

## Cráteres satélite
Por convención estos elementos son identificados en los mapas lunares poniendo la letra en el lado del punto medio del cráter que está más cercano a Riccioli.
|          | \| Riccioli \| Coordenadas \| Diámetro \| \| -------- \| ---------------------------- \| -------- \| \| C \| 0°36′N 73°00′O / 0.6, -73.0 \| 31 km \| \| CA \| 0°36′N 73°00′O / 0.6, -73.0 \| 14 km \| \| F \| 8°36′S 73°54′O / -8.6, -73.9 \| 28 km \| \| G \| 1°18′S 71°00′O / -1.3, -71.0 \| 15 km \| \| H \| 1°06′N 74°54′O / 1.1, -74.9 \| 18 km \| \| K \| 2°12′S 77°30′O / -2.2, -77.5 \| 43 km \| \| U \| 5°42′S 72°48′O / -5.7, -72.8 \| 9 km \| \| Y \| 3°00′S 73°12′O / -3.0, -73.2 \| 7 km \| |          |
| Riccioli | Coordenadas | Diámetro |
| C        | 0°36′N 73°00′O / 0.6, -73.0 | 31 km    |
| CA       | 0°36′N 73°00′O / 0.6, -73.0 | 14 km    |
| F        | 8°36′S 73°54′O / -8.6, -73.9 | 28 km    |
| G        | 1°18′S 71°00′O / -1.3, -71.0 | 15 km    |
| H        | 1°06′N 74°54′O / 1.1, -74.9 | 18 km    |
| K        | 2°12′S 77°30′O / -2.2, -77.5 | 43 km    |
| U        | 5°42′S 72°48′O / -5.7, -72.8 | 9 km     |
| Y        | 3°00′S 73°12′O / -3.0, -73.2 | 7 km     |